# Петербургские конвенции
Петербу́ргские конве́нции (1772, 1793, 1795, 1797), между Россией, Австрией и Пруссией о разделах Речи Посполитой. По 1-му разделу к России отходила Восточная Белоруссия с городами Гомель, Могилёв, Витебск, Полоцк и польская часть Ливонии. В 1793 году Россия получала значительную часть Белоруссии и Украины. Согласно Петербургской конвенции 1795 года, Россия приобретала земли, расположенные к востоку от линии: река Буг до Немирова, Гродно, река Неман, граница с Восточной Пруссией. Петербургская конвенция 1797 года завершила разделы Речи Посполитой; польский король Станислав Август отрекался от престола (акт 1795).